# Рохов, Ганс Фридрих фон
Ганс Фридрих 2-й фон Рохов (нем. Hans Friedrich II. von Rochow; 1698, имение Плессов, ныне в составе Вердера, Бранденбург — 1787, Бранденбург-на-Хафеле) — прусский генерал-лейтенант, военный комендант Берлина времён Семилетней войны (1756—1760), получивший известность благодаря тому, что бесславно сдал город в 1757 году австрийскому отряду генерала Хадика и подписал три года спустя, в 1760 году, капитуляцию гарнизона перед русским генералом Тотлебеном.

## Биография
Рохов — выходец из старинной дворянской семьи, первое упоминание о представителях которой относится к VIII веку. Роховы происходили из славянского племени гавелян. С начала XIII века Роховы упоминаются в качестве владельцев обширных поместий в Бранденбурге, находившихся по течению реки Хафел между городами Бранденбург и Потсдам. В XVI веке род Роховых разделился на 4 ветви, Ганс Фридрих Рохов принадлежал к Плессовской ветви (по названию родового поместья). Род Роховых, исторически связанный с Бранденбургом, насчитывает немало известных в Германии деятелей, в частности, известных прусских военачальников.
Ганс Фридрих Рохов начал службу в «длинном» полку, куда «солдатский король» Фридрих Вильгельм I собирал великанов со всей Европы. Здесь он дослужился до капитана. После расформирования полка продолжает службу в полку принца Брауншвейгского в Магдебурге, затем, в звании полковника, назначается комендантом крепости Нейсе (1744) и вскоре становится генерал-майором. Незадолго до начала Семилетней войны выходит в отставку.
С началом Семилетней войны возвращается на службу и, поскольку, по состоянию здоровья, не годился для действующей армии (из-за больной спины генерал Рохов не мог ездить верхом), назначается военным комендантом Берлина с одновременным присвоением звания генерал-лейтенанта. В октябре 1757 года Рохов, будучи верховной военной властью прусской столицы, проигнорировал донесения о приближении к Берлину австрийского отряда, не принял практически никаких мер предосторожности, а, когда австрийцы генерала Хадика ворвались в город, бежал, под предлогом охраны королевы, уведя с собой в Шпандау большую часть гарнизона.
По возвращении в Берлин, едва не стал жертвой самосуда возмущённой толпы горожан, которых пришлось разгонять войсками. Несмотря на своё бесславное поведение сохранил должность берлинского коменданта. Три года спустя, получив первым известие о готовящейся экспедиции русских войск против Берлина (это известие привёз адвокат, посетивший, по поручению берлинского банкира, русский полевой лагерь), ходил, по описанию очевидца, несколько дней как громом поражённый, никому не открывая причины, так, что по городу начали курсировать слухи о том, что с королём, по-видимому, приключилось большое несчастье. Когда новость уже невозможно было скрыть и, за три дня до появления русских, состоялся военный совет, высказался на нём за оставление города на милость неприятеля. Задачу обороны Берлина взяли на себя фельдмаршал Левальд и генералы Зейдлиц и Кноблох. Последним деянием Рохова было подписание капитуляции гарнизона Берлина 9 октября 1760 года. Последние годы своей армейской службы генерал провёл в русском плену.
Не отличившись отвагой при защите вверенной ему прусской столицы, генерал являлся, по всей вероятности, исполнительным и надёжным тыловым чиновником, известно, что Фридрих II доверял ему: его преемник на посту коменданта был первоначально назначен временно, до возвращения Рохова из плена, однако, поскольку плен затянулся, а преемник хорошо зарекомендовал себя, вернувшийся из плена Рохов нашёл своё место занятым и ему ничего другого не оставалось, как подать в 1764 году в отставку. Умер в своём имении в весьма преклонном возрасте, дожив, без малого, до девяноста лет.